# Mickey Mousecapade
Mickey Mousecapade, ou simplement Mickey Mouse en dehors des États-Unis, est un jeu de plates-formes développé par Hudson Soft et édité en 1987 par le développeur au Japon et en 1988 par Capcom aux États-Unis sur NES,. 
Un Hidden Mickey se trouve dans le circuit imprimé de la cartouche du jeu lorsque celle-ci est demontée. 

## Système de jeu
Le joueur dirige Mickey Mouse suivi par Minnie Mouse dans des niveaux représentant un  palais du rire, l'océan, la forêt, un bateau pirate et un château pour sauver une jeune fille. Cette jeune fille est totalement inconnue avant la fin du jeu dans la version américaine mais la pochette de la cartouche japonaise représente Alice, de Alice au pays des merveilles.De plus, pour la libérer, ils devront affronter des boss issus des classiques d'animation Disney. Par exemple, le boss du bateau pirate est le Capitaine Crochet (Pat Hibulaire aux États-Unis). Le boss final n'est autre que Maléfique (La reine de cœur au Japon).

## Accueil
- AllGame : 2/5[4]
- IGN : 86ième meilleur jeu NES de tous les temps[5]

## Postérité
La cartouche du jeu est visible dans le jeu Epic Mickey. On en trouve plusieurs dans le niveau de la montagne de déchets. Ce dernier regroupe en effet plusieurs anciens objets faisant référence à Mickey (boites, figurines, jeux, affiches...).[réf. souhaitée]